# Mărturii
Mărturii este un film românesc din 1960 regizat de Pavel Constantinescu.